# Montañas Flameantes
Las montañas Flameantes (火 焰 山| huǒ yàn shān) o montañas Gaochang son unas montañas de arenisca roja, estériles y erosionadas, que forman parte de la cordillera de Tian Shan, Xinjiang, en China. Se encuentran cerca del borde norte del desierto de Taklamakan y al este de la ciudad de Turpan. Sus sorprendentes barrancos y trincheras han sido tallados por años de actividad volcánica que causó que la lava fundida rodase por las laderas,[cita requerida] dando una apariencia flameante a las montañas en determinados momentos del día.
Las montañas tiene aproximadamente 100 km de largo y de 5–10 km de ancho y cruzan la cuenca de Tarim, de este a oeste. La altura media de las montañas es de 500 m, con algunos picos que alcanzan más de 800 m. El clima en las montañas es duro, y las extremadamente altas temperaturas estivales hacen de este el lugar el más caliente de China, con frecuencia llegando a los 50 °C o más. Uno de los mayores termómetros en China —un destino turístico popular— se encuentra expuesto junto a la montaña, mostrando la temperatura del aire circundante.

## Ruta de la Seda

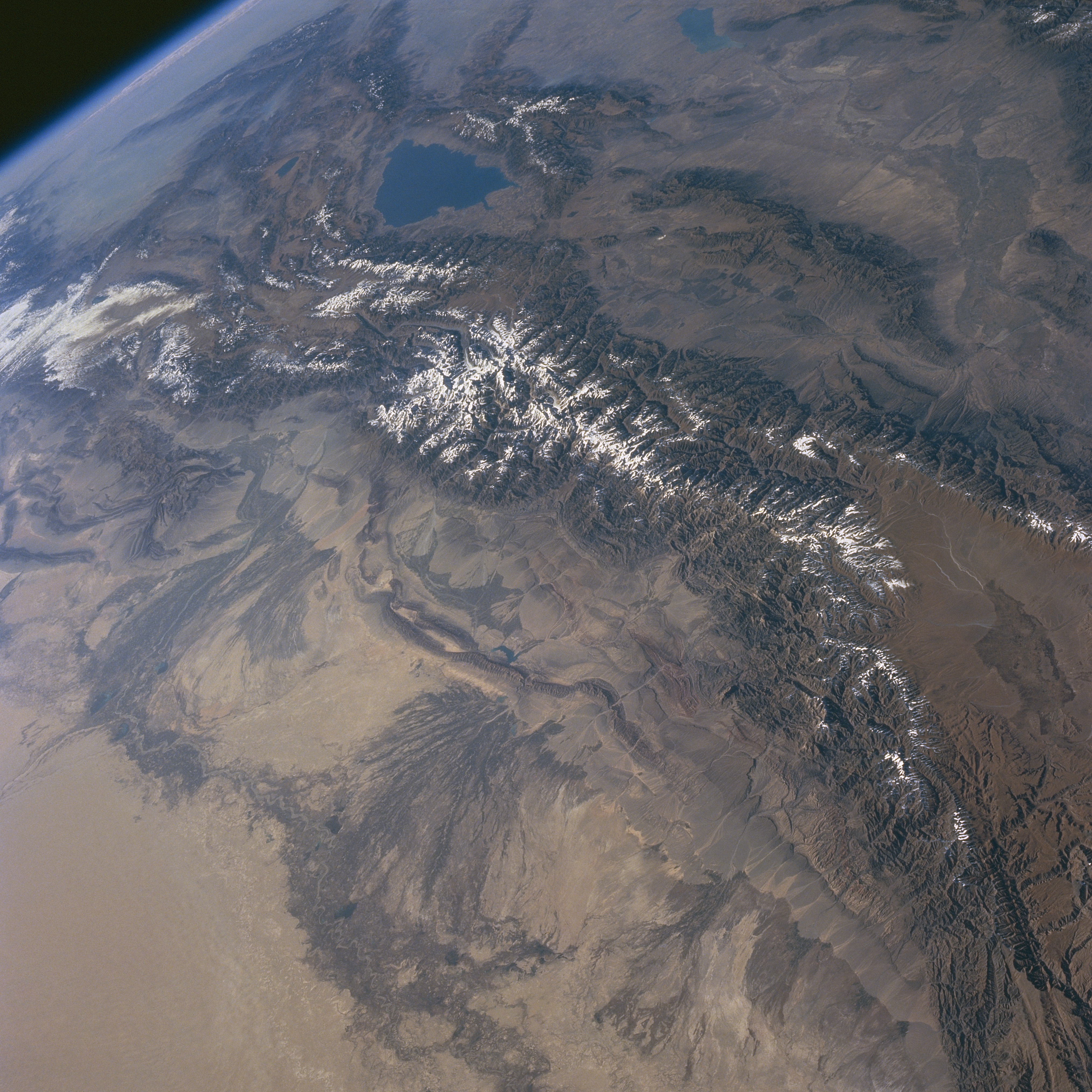
La cordillera Tien Shan, con las montañas Flameantes en el fondo

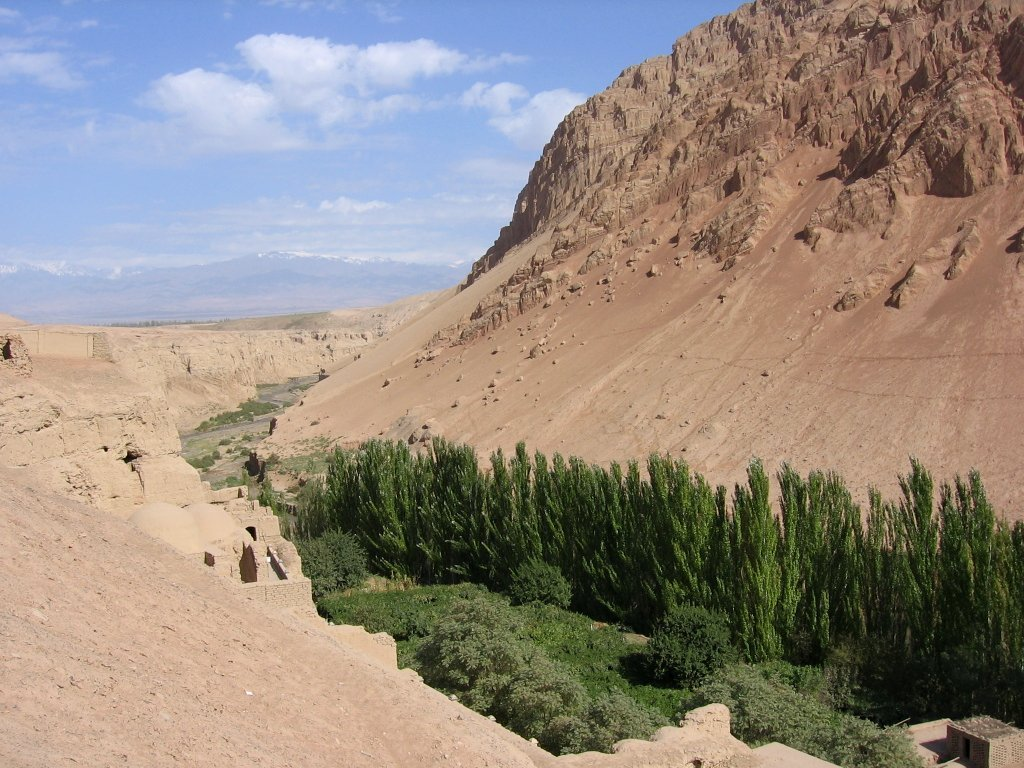
Las cuevas de Bezeklik en los acantilados de una garganta de las montañas Flameantes

En tiempos antiguos, el desierto de Taklamakan era evitado por los comerciantes que atravesaban la ruta de la Seda en Asia suroriental y las ciudades oasis como Gaochang, construida al pie de las montañas Flameantes en el borde del desierto cerca de un importante paso de montaña, convirtiéndose en una parada respiro de los comerciantes viajeros. Algunos misioneros budistas a menudo acompañaban a los comerciantes que emprendían rutas comerciales internacionales y en la época de ese comercio en la ruta de la Seda, se construyeron en los centros comerciales y en las cercanas zonas remotas de las montañas, monasterios y templos budistas.
Las cuevas de los mil Budas de Bezeklik se encuentran en los acantilados de un barranco de las montañas Flameantes, cerca del paso de Gaochang. Se trata de un complejo de setenta grutas budistas que datan de los siglos V al IX, muchas con miles de murales de Buda Gautama.

## Fama literaria
Las montañas Flameantes recibieron su nombre de un relato fantástico de un monje budista, acompañado por un rey Mono con poderes mágicos, que se encuentra con un muro de llamas en su peregrinación a la India en la popular novela del siglo XVI, Viaje al Oeste, del escritor de la dinastía Ming, Wu Cheng'en. La novela es una descripción embellecida del monje Xuanzang, que viajó a la India en el año 627 para obtener las escrituras budistas y fue a través de un paso en las montañas Tien Shan después de salir de Gaochang.

## Leyendas
De acuerdo con una vieja leyenda Han, el rey Mono creó una perturbación en los cielos y la derribó sobre un horno, haciendo que las brasas cayeran desde el cielo hasta el lugar donde están ahora las montañas Flameantes. En una leyenda uigur, un dragón vivía en las montañas de Tianshan. Debido a que el dragón comía niños pequeños, un héroe uigur se enfrentó al dragón y lo cortó en ocho pedazos. La sangre del dragón se convirtió en una montaña roja de sangre y los ocho pedazos se convirtieron en los ocho valles de las montañas Flameantes.